# Albibarbefferia heteroptera
Albibarbefferia heteroptera là một loài ruồi trong họ Asilidae. Albibarbefferia heteroptera được Macquart miêu tả năm 1846. Loài này phân bố ở vùng Tân nhiệt đới.